# Nyklovický potok
Nyklovický potok je přírodní památka ve správním území obce Velké Tresné v okrese Žďár nad Sázavou. Oblast spravuje Krajský úřad Kraje Vysočina. Důvodem ochrany je meandrující potok s břehovými porosty. Bohatá lokalita bledule jarní.